# Jüdischer Friedhof (Liebenau, Hessen)

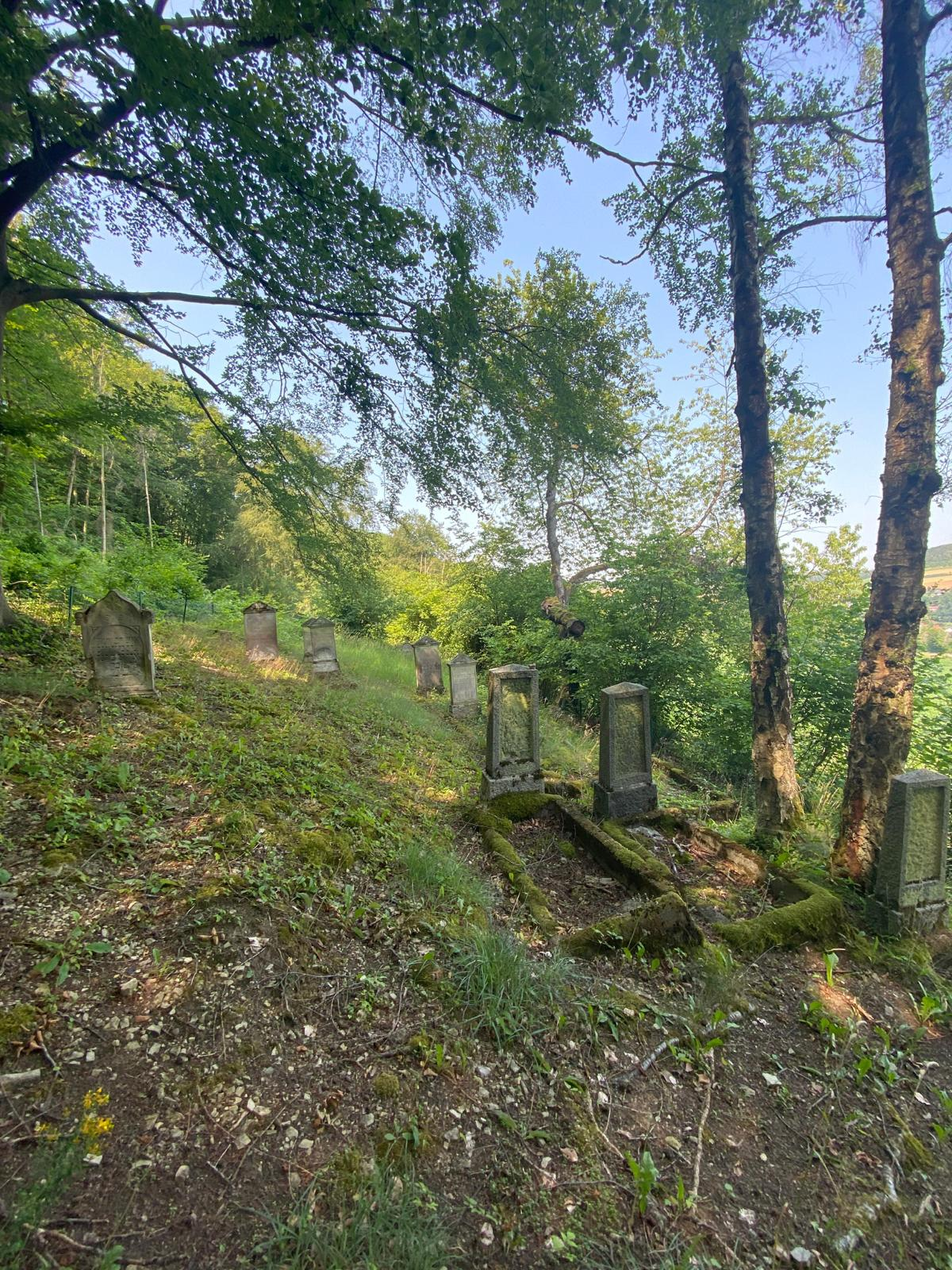
Jüdischer Friedhof Liebenau

Der jüdische Friedhof Liebenau (Hessen) in Liebenau, in der gleichnamigen Landstadt im nordhessischen Landkreis Kassel in Hessen wurde im 18. Jahrhundert südlich der Ortslage am Waldrand angelegt und ist über den Feldweg Buchenfeldweg, der von der Straße Am Hopfenberg abzweigt, erreichbar.

## Beschreibung
Der jüdische Friedhof wurde im Jahr 1791 für die jüdischen Einwohner in Liebenau angelegt, die seit dem 16. Jahrhundert in Liebenau nachweisbar sind. Es bestehen 13 Grabstellen mit den dazugehörigen Grabsteinen aus der Belegungszeit von 1791 bis 1921. Die Inschriften der Grabsteine sind stark verwittert und zusammen mit den Grabeinfassungen beschädigt worden. Der älteste Grabstein wurde mit der Jahresangabe 1848 datiert und trägt eine hebräische Inschrift, die wie folgt dokumentiert und übersetzt wurde:
Reichel, Frau des Josef, sie starb am 1. Tag von Sukkot 5609 [12.10.1848]; Hier ruht in Gott Reichel Wittgenstein, geb. Meyer, geb. in Berbach (?) 1791, gest. Liebenau 1848 Friede ihrer Asche! Gez. von ihrem Neveu Simon Cohen aus Wambeck
Der jüngste Grabstein von 1921 wurde mit folgender hebräischer Inschrift ausgeführt und übersetzt:
Die Frau Zeta, Tochter des Schmuel, starb am 23. Chesvan 5682 [24.11.1921]; Lisette Mathias, geb. Goldberg, 16.2.1842 – 24.11.1921
Das Areal des Friedhofs besteht aus einer rechteckigen Fläche mit ausgeprägter Hanglage und ist von hohen Bäumen im Waldrandbereich bewachsen. Ein Maschendrahtzaun an allen Außenseiten umschließt ihn vollständig und grenzt den Friedhofsbereich von den anliegenden Feldern und Wiesen ab. Der Zugang zum Friedhof ist durch ein Tor im Zaun möglich.
Die Friedhofsfläche ist wie alle jüdischen Friedhöfe im Bundesland Hessen aus geschichtlichen Gründen besonders geschützt. Die Schutzwürdigkeit eines Kulturdenkmals hängt nicht von der Eintragung in das Denkmalverzeichnis des Landes Hessen oder der Veröffentlichung in der Denkmaltopographie ab.

### Information
- Die Inschriften für alle Grabsteine wurden von Baruch Wormser (* 1873) aus Grebenstein im Jahr 1937 aufgeschrieben, übersetzt und teilweise mit Daten ergänzt.[1]